# دیدو، ملکه کارتاژ (نمایشنامه)
دیدو، ملکه کارتاژ (انگلیسی: Dido, Queen of Carthage) نمایشنامه‌ای کوتاه نوشته کریستوفر مارلو، نمایشنامه‌نویس انگلیسی با مشارکت احتمالی توماس ناشه است. احتمالاً بین سالهای ۱۵۸۷ و ۱۵۹۳ نوشته شده‌است و اولین بار در سال ۱۵۹۴ منتشر شد. این داستان بر شخصیت کلاسیک دیدو (ملکه کارتاژ)، ملکه حاکم کارتاژ باستان متمرکز است. این یک داستان دراماتیک شدید از دیدو و عشق شدید او به آئنیاس (القای کوپیدو)، خیانت آئنیاس به او و خودکشی نهایی او در هنگام عزیمت به ایتالیا را روایت می‌کند. نمایشنام‌نویسان به عنوان منبع اصلی به کتاب‌های ۱، ۲ و ۴ از ویرژیل انه‌اید تکیه کردند.